# 肥城站
肥城站是一个泰肥铁路上的铁路车站，位于山东省泰安市肥城市官路店村, 泰肥线32.88公里处，建于1962年，目前为四等站，建筑面积7828.5平方米。车站下属3条专线, 即杨庄煤矿专用线、曹庄煤矿专用线、驻肥空军专用线。目前客运：办理旅客乘降；行李、包裹托运；货运：办理整车货物发到。